# Melanie Michaelis
Melanie Michaelis   (Wiesbaden, 20 d'abril de 1882 - Múnic, 14 d'octubre de 1969) va ser una violinista alemanya.
El pare de Melanie era Arthur Michaelis (1859-1922), director del Conservatori de Wiesbaden. La mare Auguste era filla del compositor Albert Parlow. Melanie va rebre lliçons de violí del seu pare i va assistir a la "Höhere Töchterschule" de Wiesbaden. De 1898 a 1903 va estudiar violí amb Karl Markees i des de 1899 amb el seu mestre Joseph Joachim a la "Royal Academy of Music Berlin". La direcció de la Fundació Josef Joachim li va regalar un violí el 1902.
Després de debutar amb la Filharmònica de Berlín amb August Scharrer el 1906, va poder establir-se com a intèrpret solista i músic de cambra a Berlín i en la vida musical internacional. Va actuar a Rússia, Holanda, Anglaterra i Suïssa. El 1911 es va traslladar a Múnic. Com a violinista i pedagoga de violí, va fundar el Quartet Michaelis el 1912 i va dirigir una "orquestra de cambra per a música clàssica antiga".
A la tardor de 1913 va tocar amb el seu germà Hans Michaelis el Concerto en re menor de Bach (BWV 1043) a Berlín. Amb el pianista Max von Pauer es va dur a terme a la primavera de 1917 una gira per Alemanya, entre d'altres, per Freiberg i Berlín.
En la dècada de 1930, va tornar a la música contemporània i va interpretar obres de Hermann von Glenck, Joseph Haas, Paul Hindemith, Arthur Honegger, Rudolf Peters, Hans Pfitzner, Sergei Prokofiev, Maurice Ravel, Igor Stravinsky i Ernst Toch. De 1932 a 1936 va ensenyar al seu nebot, els posteriors compositors Giselher Klebe. Després de la Segona Guerra Mundial va actuar en Schloss Elmau, on vivia amb freqüència molt de temps.
Estava casada per la seva pròpia admissió només amb el seu violí Guadagnini, violí regalat el 1903 per Friedrich Koenig, el quart fill del magnat de sucre alemany Leopold Koenig, la família del qual el posseïa a Sant Petersburg. Durant molts anys, Melanie Michaelis fou amiga amb Wilhelm Furtwängler, amics, que els hagués agradat casar-se. Les seves cartes obtingudes a ells des dels anys 1909 a 1931 són de propietat privada; especialment moltes cartes que va escriure a ella en 1915. També s'obté és una carta d'agraïment de Walter i Hilde Furtwängler a Melanie Michaelis per a la participació en el dol per Wilhelm Furtwängler per la seva mort el 1954.
Melanie Michaelis va viure a Múnic quasi fins al final de la seva vida. Pel seu 75è aniversari, la va felicitar el segon alcalde de Múnic, el distribuïdor de música i editor de música Adolf Hieber.